# Ramsey Forty Foot
Ramsey Forty Foot est un village de la paroisse civile de Ramsey appartenant au district de Huntingdonshire dans le Cambridgeshire, en Angleterre. Il se trouve sur le Forty Foot Drain. L'endroit possède une salle des fêtes, qui contient également le monument aux morts du village. Le mémorial se trouvait auparavant dans une église de type tabernacle en tôle, aujourd'hui démolie, dédiée à St Felix,.